# Lertjärnen (Sundsjö socken, Jämtland)
Lertjärnen är en sjö i Bräcke kommun i Jämtland och ingår i Indalsälvens huvudavrinningsområde.